# الدوري التونسي لكرة اليد 1987–88
الدوري التونسي لكرة اليد 1987-1988 هو الدورة 33 من الدوري التونسي لكرة اليد للرجال. شارك فيها 16 فريقا.

فاز بهذا الموسم النجم الرياضي الساحلي، وجاء ثانيا النادي الإفريقي.

## روابط خارجية
- الموقع الرسمي للجامعة التونسية لكرة اليد.